# Seydouba Cissé
Seydouba Cissé (ur. 10 lutego 2001 w Daboli) – gwinejski piłkarz, występujący na pozycji pomocnika w hiszpańskim klubie CD Leganés oraz w reprezentacji Gwinei.

## Statystyki

### Klubowe
Na podstawie:
| Klub         | Sezonów | Liga               | Liga  | Liga   | Puchar krajowy | Puchar krajowy | Kontynentalne | Kontynentalne | Suma  | Suma   |
| Klub         | Sezonów | Liga               | Mecze | Bramki | Mecze          | Bramki         | Mecze         | Bramki        | Mecze | Bramki |
| ------------ | ------- | ------------------ | ----- | ------ | -------------- | -------------- | ------------- | ------------- | ----- | ------ |
| FC Atouga    | ?       | ?                  | ?     | ?      | ?              | ?              | ?             | ?             | ?     | ?      |
| CD Leganés B | 1       | Segunda Federación | 11    | 1      | 0              | 0              | –             | –             | 11    | 1      |
| CD Leganés   | 1       | La Liga 2          | 64    | 7      | 4              | 0              | –             | –             | 68    | 7      |
|              | Łącznie | Łącznie            | 70    | 12     | 5              | 2              | 4             | 0             | 76    | 14     |

### Reprezentacyjne
Na podstawie:
| Występy i gole w reprezentacji | Występy i gole w reprezentacji | Występy i gole w reprezentacji | Występy i gole w reprezentacji | Występy i gole w reprezentacji | Występy i gole w reprezentacji | Występy i gole w reprezentacji | Występy i gole w reprezentacji | Występy i gole w reprezentacji |
| Lp.                            | Data                           | Miasto                         | Przeciwnik                     | Wynik                          | Czas                           | Gole                           | Inne                           | Rozgrywki                      |
| ------------------------------ | ------------------------------ | ------------------------------ | ------------------------------ | ------------------------------ | ------------------------------ | ------------------------------ | ------------------------------ | ------------------------------ |
| 1.                             | 05.06.2022                     | Kair                           | Egipt                          | 0:1 (0:0)                      | 67'–90'                        |                                |                                | Eliminacje PNA 2023            |
| 2.                             | 09.06.2022                     | Konakry                        | Malawi                         | 1:0 (0:0)                      | 1'–73'                         |                                |                                | Eliminacje PNA 2023            |
| 3.                             | 27.09.2022                     | Amiens                         | Wybrzeże Kości Słoniowej       | 1:3 (0:3)                      | 1'–90'                         |                                |                                | mecz towarzyski                |
| 4.                             | 24.03.2023                     | Casablanca                     | Etiopia                        | 2:0 (1:0)                      | 86'–90'                        |                                |                                | Eliminacje PNA 2023            |
| 5.                             | 27.03.2023                     | Rabat                          | Etiopia                        | 3:2 (2:1)                      | 77'–90'                        |                                |                                | Eliminacje PNA 2023            |
| 6.                             | 17.06.2023                     | Cornellà de Llobregat          | Brazylia                       | 1:4 (1:2)                      | 74'–90'                        |                                |                                | mecz towarzyski                |
| 7.                             | 09.09.2023                     | Lilongwe                       | Malawi                         | 2:2 (0:1)                      | 46'–90'                        |                                |                                | Eliminacje PNA 2023            |
| 8.                             | 13.10.2023                     | Konakry                        | Gwinea Bissau                  | 1:0 (0:0)                      | 1'–80'                         |                                |                                | mecz towarzyski                |
| 9.                             | 17.10.2023                     | Konakry                        | Gabon                          | 1:1 (1:0)                      | 63'–90'                        |                                |                                | mecz towarzyski                |
| 10.                            | 16.10.2023                     | Berkane                        | Uganda                         | 2:1 (1:1)                      | 81'–90'                        | 1                              |                                | Eliminacje MŚ 2026             |

| Mistrzostwa Afryki U-17 2017 | Mistrzostwa Afryki U-17 2017 | Mistrzostwa Afryki U-17 2017 | Mistrzostwa Afryki U-17 2017 | Mistrzostwa Afryki U-17 2017 | Mistrzostwa Afryki U-17 2017 | Mistrzostwa Afryki U-17 2017 |
| Gwinea U-17                  | Gwinea U-17                  | Gwinea U-17                  | Gwinea U-17                  | Gwinea U-17                  | Gwinea U-17                  | Gwinea U-17                  |
| Lp.                          | Data                         | Miejsce                      | Gospodarz                    | Gość                         | Wynik                        | Gol                          |
| ---------------------------- | ---------------------------- | ---------------------------- | ---------------------------- | ---------------------------- | ---------------------------- | ---------------------------- |
| 1.                           | 14.05.2017                   | Port-Gentil                  | Gabon U-17                   | Gwinea U-17                  | 1:5                          |                              |
| 2.                           | 17.05.2017                   | Port-Gentil                  | Gwinea U-17                  | Kamerun U-17                 | 1:1                          |                              |
| 3.                           | 24.05.2017                   | Libreville                   | Mali U-17                    | Gwinea U-17                  | 0:0 (k. 2:0)                 |                              |
| 4.                           | 28.05.2017                   | Libreville                   | Niger U-17                   | Gwinea U-17                  | 1:3                          |                              |

| Mistrzostwa Świata U-17 2017 | Mistrzostwa Świata U-17 2017 | Mistrzostwa Świata U-17 2017 | Mistrzostwa Świata U-17 2017 | Mistrzostwa Świata U-17 2017 | Mistrzostwa Świata U-17 2017 | Mistrzostwa Świata U-17 2017 |
| Gwinea U-17                  | Gwinea U-17                  | Gwinea U-17                  | Gwinea U-17                  | Gwinea U-17                  | Gwinea U-17                  | Gwinea U-17                  |
| Lp.                          | Data                         | Miejsce                      | Gospodarz                    | Gość                         | Wynik                        | Gol                          |
| ---------------------------- | ---------------------------- | ---------------------------- | ---------------------------- | ---------------------------- | ---------------------------- | ---------------------------- |
| 1.                           | 07.10.2017                   | Margao                       | Iran U-17                    | Gwinea U-17                  | 3:1                          |                              |
| 2.                           | 10.10.2017                   | Margao                       | Kostaryka U-17               | Gwinea U-17                  | 2:2                          |                              |
| 3.                           | 24.05.2017                   | Koczin                       | Gwinea U-17                  | Niemcy U-17                  | 1:3                          |                              |

| Mecze i gole w reprezentacji | Mecze i gole w reprezentacji | Mecze i gole w reprezentacji | Mecze i gole w reprezentacji | Mecze i gole w reprezentacji | Mecze i gole w reprezentacji | Mecze i gole w reprezentacji |
| Gwinea U-23                  | Gwinea U-23                  | Gwinea U-23                  | Gwinea U-23                  | Gwinea U-23                  | Gwinea U-23                  | Gwinea U-23                  |
| Lp.                          | Data                         | Miejsce                      | Gospodarz                    | Gość                         | Wynik                        | Gol                          |
| ---------------------------- | ---------------------------- | ---------------------------- | ---------------------------- | ---------------------------- | ---------------------------- | ---------------------------- |
| 1.                           | 24.06.2023                   | Rabat                        | Maroko U-23                  | Gwinea U-23                  | 2:1                          |                              |
| 2.                           | 27.06.2023                   | Rabat                        | Kongo U-23                   | Gwinea U-23                  | 1:3                          |                              |
| 3.                           | 30.06.2023                   | Tanger                       | Gwinea U-23                  | Ghana U-23                   | 1:1                          |                              |
| 4.                           | 04.07.2023                   | Tanger                       | Egipt U-23                   | Gwinea U-23                  | 1:0                          |                              |
| 5.                           | 07.07.2023                   | Tanger                       | Mali U-23                    | Gwinea U-23                  | 0:0 (k. 4:3)                 |                              |

## Sukcesy
Na podstawie:
Brak ważniejszych osiągnięć.